# Sattelkopf (Allgäuer Alpen)
Der Sattelkopf ist ein 2097 m hoher Gipfel in den Allgäuer Alpen auf der Grenze zwischen Tirol und Bayern.

## Lage und Umgebung
Er liegt westlich vom Notländsattel. Vom nördlich liegenden Roßkopf ist der Sattelkopf durch einen breiten Sattel getrennt. Südlich vom Sattelkopf liegt die Lärchwand, mit der sie durch einen Grat verbunden sind.

## Besteigung
Auf den Sattelkopf führt kein markierter Weg. Der Gipfel kann von Osten vom Jubiläumsweg erreicht werden (I+). Dieser Anstieg erfordert Trittsicherheit und Bergerfahrung.

## Bilder

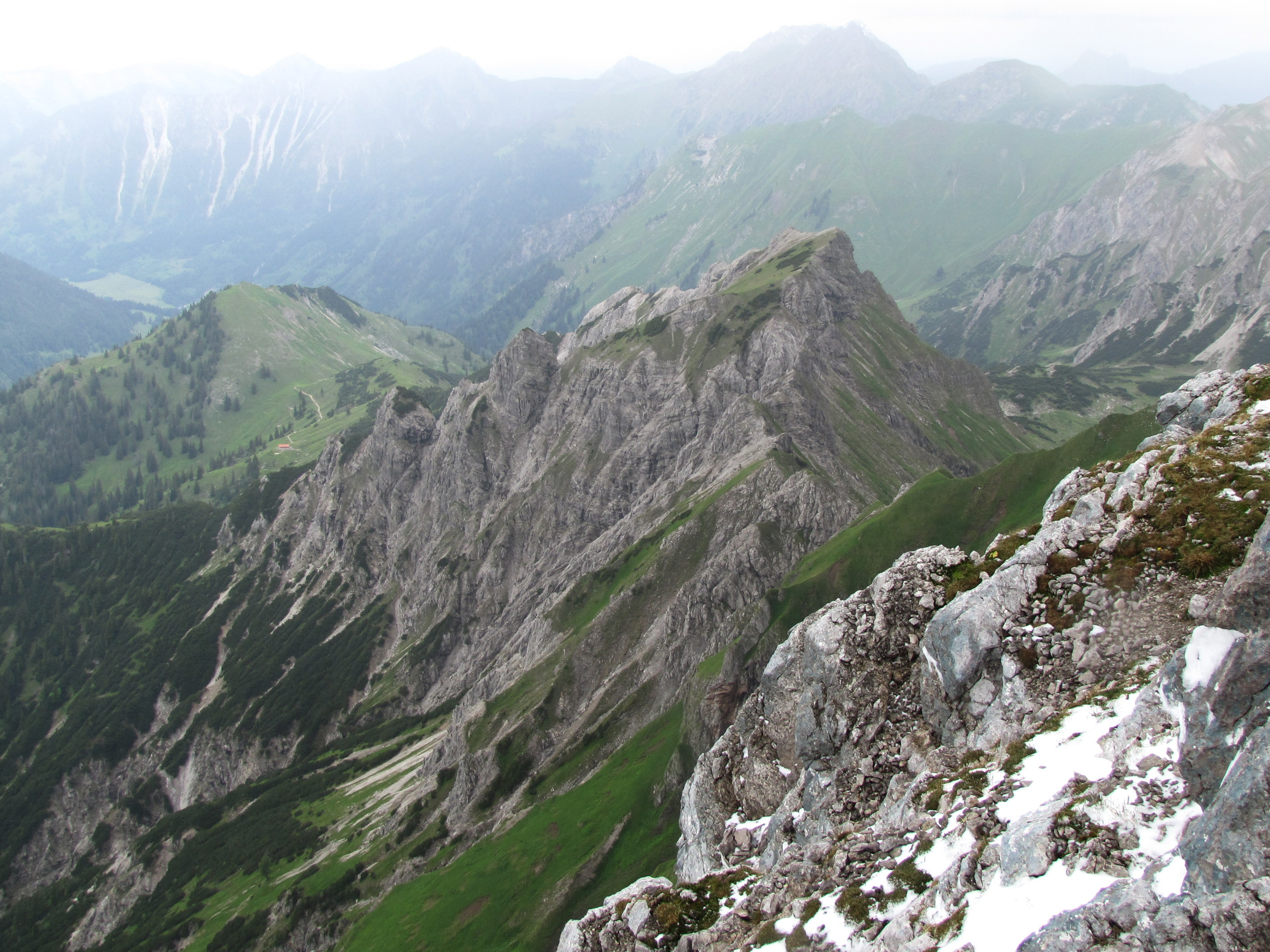
Südseite
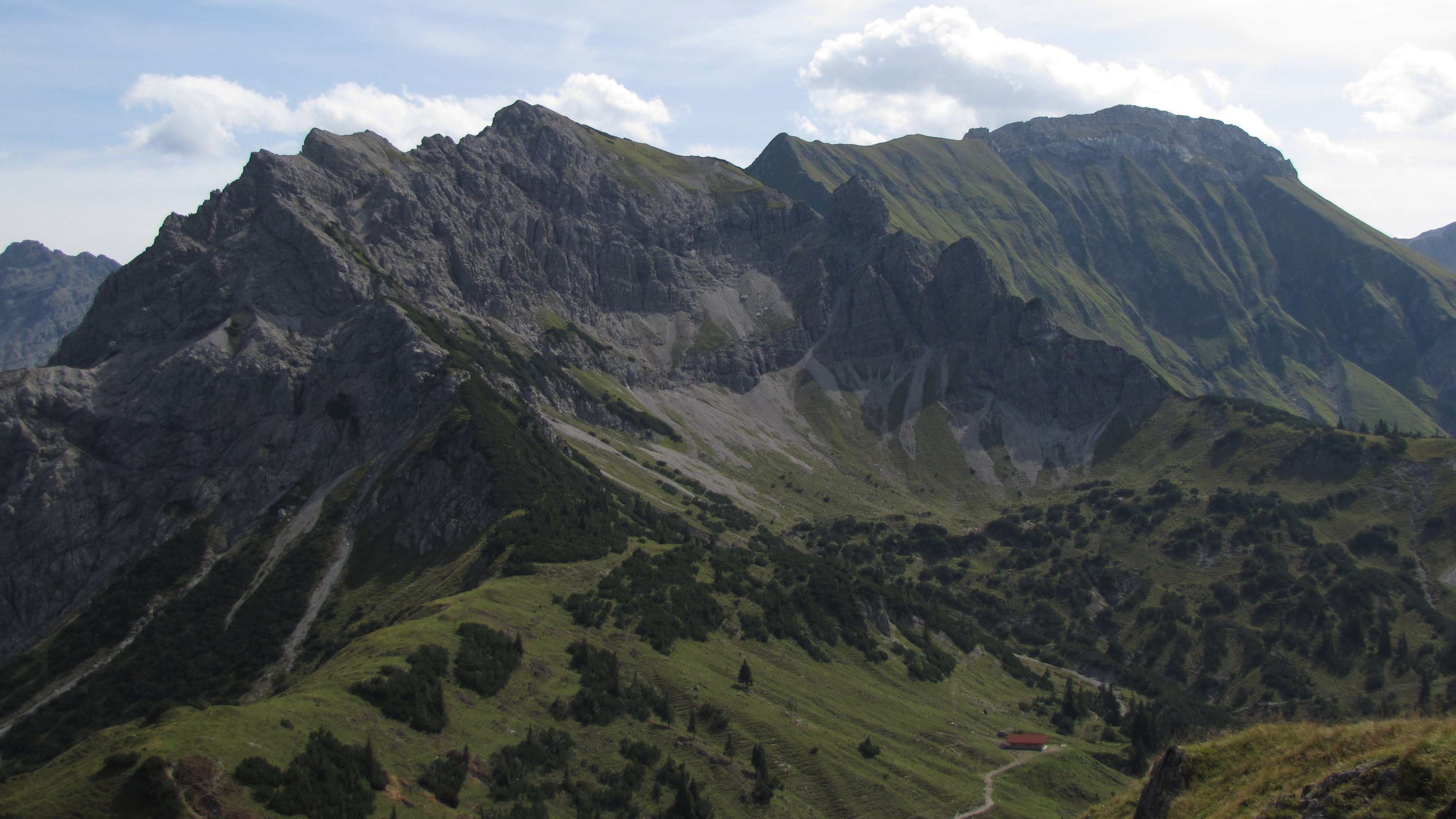
Nordseite
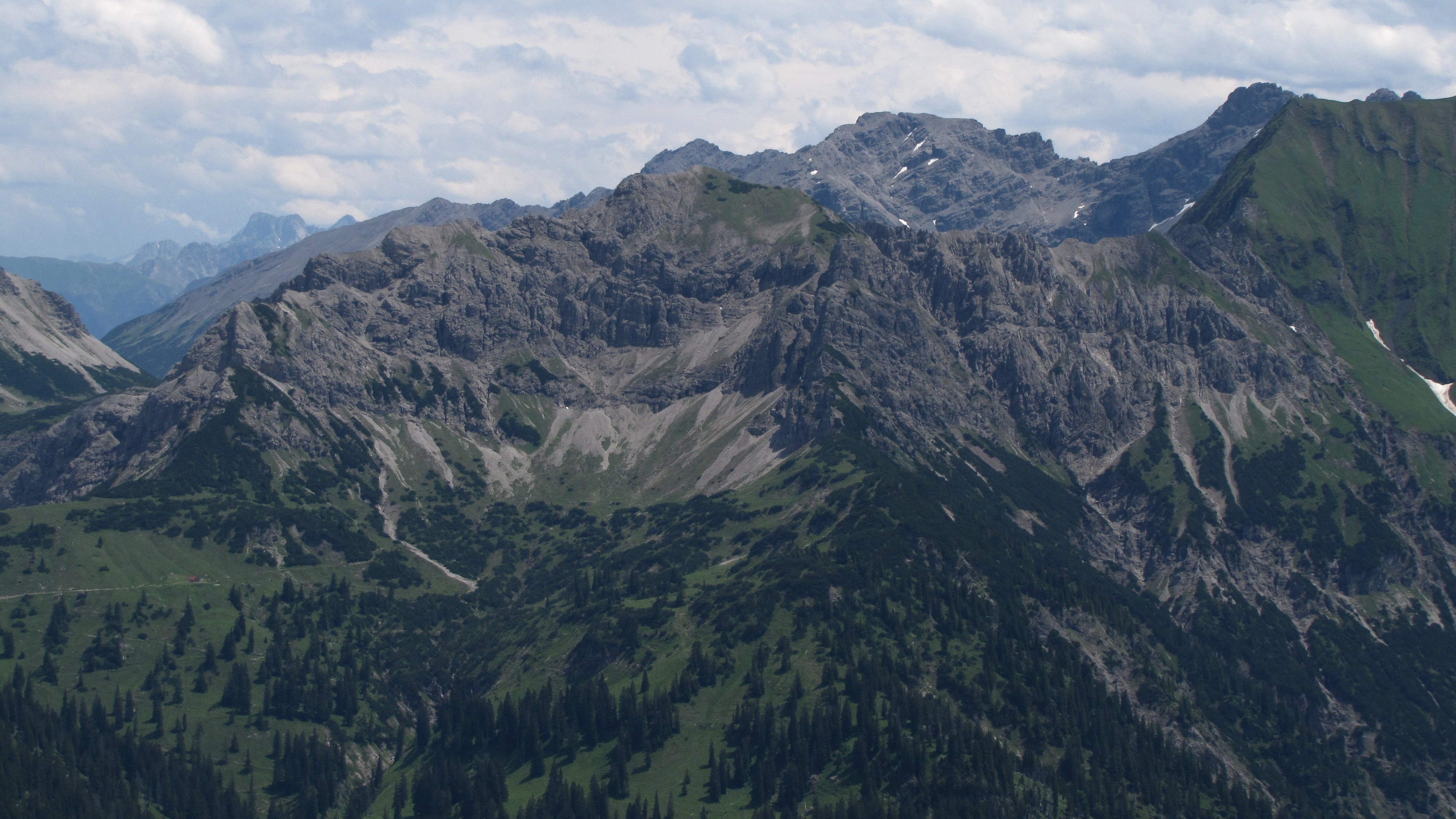
Westansicht
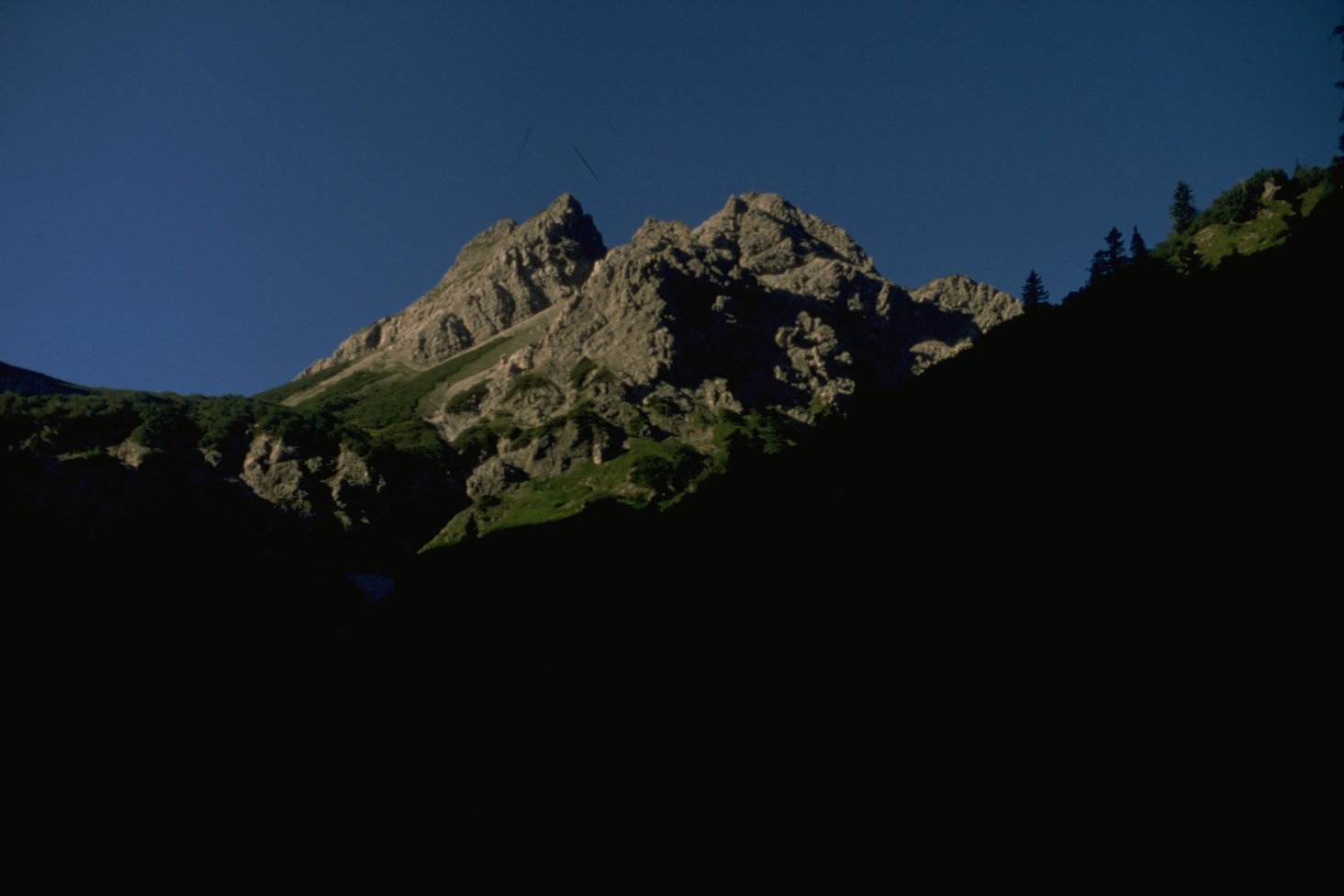
Aus dem Erzbachtal